# Olganów
Olganów – wieś w Polsce położona w województwie świętokrzyskim, w powiecie buskim, w gminie Busko-Zdrój.
| SIMC    | Nazwa    | Rodzaj    |
| ------- | -------- | --------- |
| 0232377 | Zastruże | część wsi |

Był wsią biskupstwa krakowskiego w województwie sandomierskim w ostatniej ćwierci XVI wieku. W Królestwie Polskim istniała gmina Olganów. Następnie, do 1954 siedziba gminy Radzanów. W latach 1954–1972 wieś należała i była siedzibą władz gromady Olganów. W latach 1975–1998 miejscowość położona była w województwie kieleckim.